# Aéroport d'Albenga
Pour les articles homonymes, voir ALL.
Riviera Airport  (anciennement connu sous le nom de l´Aéroport d’ Albenga); IATA-Code: ALL, ICAO-Code: LIMG), se trouve dans la région de Ligurie située au nord-ouest de l'Italie. Il se trouve sur la riviera italienne, entre Finale Ligure et Imperia, à environ 7 km à l'ouest d'Albenga, dans la commune de Villanova d'Albenga.

## Utilisation

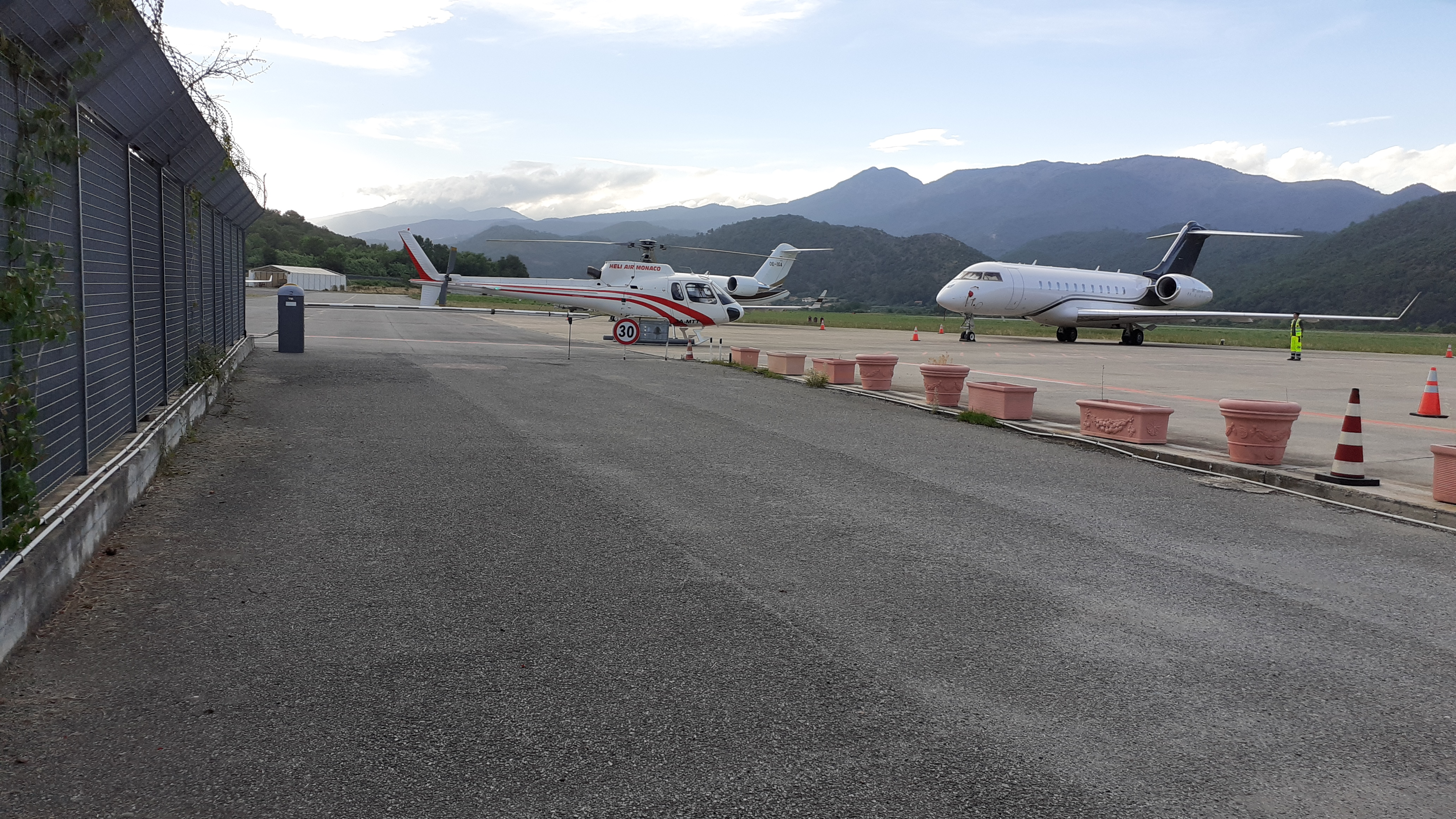
Un hélicoptère monégasque en préparation sur la piste

L'aéroport d'Albenga sert en premier lieu à l'aviation générale à la Riviera di Ponente et il est le site de fabrication et d'essais de l'avionneur italien Piaggio Aerospace (1). La piste d'atterrissage de 1,5 km de long peut être utilisée par des avions pesant jusqu'à  60 tonnes (MTOW) au décollage. La douane italienne est présente dans cet aéroport. L'aéroport est relié aux centres économiques et touristiques de la riviera italienne et française par la Via Aurelia (SS1) et l'autoroute A10. On parvient en moins d'une heure à Monte-Carlo par l'autoroute, et une compagnie d'hélicoptères qui se trouve sur l'aéroport, relie la piste d'atterrissage à la Principauté de Monaco.

## Histoire

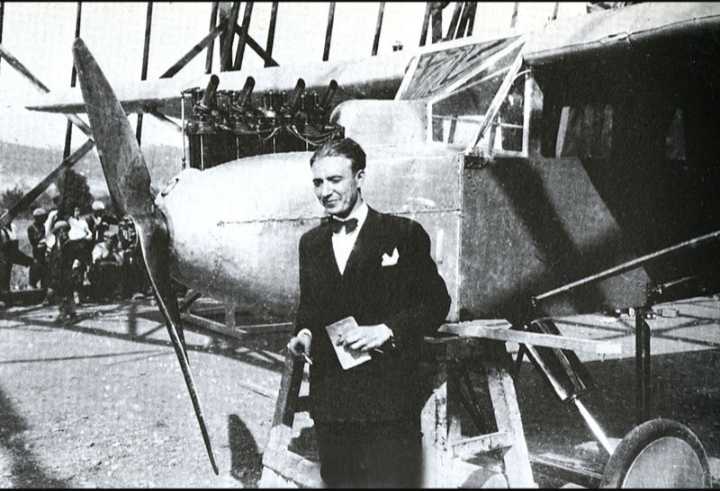
Giuseppe Gabrielli à l'aéroport de Villanova d'Albenga avec un Piaggio P9 (1932)

En 1922, a été ouvert à Villanova d'Albenga, un aérodrome avec une piste en gazon de 900 mètres de longueur. En 1929 la compagnie Piaggio ouvre un aéroport d'usine à cet emplacement. En 1937 la piste reçoit, une première en Italie, une surface macadam.
Dans les années suivantes un hangar a été construit, suivi de casernes. Après leur utilisation par les militaires pendant la deuxième guerre mondiale, et après avoir effacé les dommages de guerre, le trafic de ligne est repris en 1947 vers Rome. L'aéroport avait pendant cette période une plus grande importance, car celui de Gênes a seulement repris son trafic en 1962. En 1968 tous les vols de ligne et charter sont transférés vers Gênes. Piaggio déménage également durant cette période. Dans les trente années suivantes seule l'aviation générale utilise l'aéroport de Riviera. Des vols vers la Corse, la Sardaigne et Rome sont proposés à partir de l'été 1997, mais le succès commercial n'est pas au rendez-vous. En 2014 Piaggio Aerospace quitte  Gênes et revient à Albenga. En 2015 les opérateurs publics décident de privatiser l'aéroport et de le vendre. Le nouveau propriétaire planifie de moderniser complètement l'aéroport et de l'utiliser uniquement comme un aéroport de services à une base pour les jets d'affaires et privés.